# Chrysophyllum sparsiflorum
Chrysophyllum sparsiflorum là một loài thực vật có hoa trong họ Hồng xiêm. Loài này được Klotzsch ex Miq. mô tả khoa học đầu tiên năm 1863.